# Anna Żemła-Krajewska
Anna Żemła-Krajewska (ur. 13 lutego 1979 w Jastrzębiu-Zdroju) – polska judoczka, olimpijka z Aten. Jest zawodniczką klubu Judo KOKA Jastrzębie. Ma 160 cm wzrostu i waży 50 kg. Żemła-Krajewska posiada stopień mistrzowski judo 3 dan oraz dyplom trenera judo II stopnia. Obecnie pracuje w Szkole Podstawowej nr 12 im. Jerzego Kukuczki w Jastrzębiu-Zdroju jako nauczyciel wychowania fizycznego.

## Osiągnięcia
- Akademickie Mistrzostwa Świata w Hiszpanii – 3. miejsce
- Wojskowe Mistrzostwa Świata w Holandii – 3. miejsce
- Mistrzostwa Świata juniorek w Kolumbii – 3. miejsce
- Mistrzostwa Europy – 3. miejsce
- Mistrzostwa Świata seniorek – 5. miejsce
- Mistrzostwa Europy seniorek – 5. miejsce
- Igrzyska Olimpijskie Ateny 2004 – 7. miejsce